# Cybaeus morosus
Cybaeus morosus är en spindelart som beskrevs av Simon 1886. Cybaeus morosus ingår i släktet Cybaeus och familjen vattenspindlar. Inga underarter finns listade i Catalogue of Life.